# Charles Guyot (Radsportler, 1925)
Charles Guyot (* 15. April 1925 in Saint-Imier; † 22. September 1973 ebenda) war ein Schweizer Radrennfahrer.

## Sportliche Laufbahn
Als Amateur wurde er beim Sieg von Hans Maag Dritter der Tour du Lac Léman 1945. Von 1946 bis 1952 war er Berufsfahrer, zum Beginn und zum Ende seiner Radsportkarriere im Radsportteam Cilo. 1947 siegte er in der Meisterschaft von Zürich vor Renzo Zanazzi und Ferdy Kübler. 1949 gewann er den Giro del Ticino und eine Etappe der Tour de Suisse, die er auf dem 12. Rang im Endklassement beendete. 1948 beendete er die heimische Rundfahrt auf dem 8. Platz, 1949 wurde er Sechster, 1950 38.

## Familiäres
Charles Guyot ist der Sohn von Charles Guyot (1890–1958), der ebenfalls als Radprofi aktiv war.